# Дача Фаберже
Дача Фаберже́ — загородное поместье семьи Фаберже в Левашово, получившее среди современников название «Малый Эрмитаж» благодаря богатейшей коллекции предметов искусства, размещённых владельцем дачи Агафоном Фаберже в стенах её главного дома. Была построена в 1901—1902 году по проекту Карла Шмидта и расширена в 1908—1910 под руководством архитектора Ивана Гальнбека.
После революции дача была национализирована и разграблена в 1919 году. В течение XX века в ней работали санатории, дом отдыха, детские оздоровительные лагеря. Для них были перепланированы внутренние помещения, что нанесло значительный ущерб оригинальным интерьерам.
С начала 2000-х дача разрушается. Несколько собственников получали комплекс в пользование, но не провели консервации и реставрации, к 2023 году главный особняк находится в аварийном, близком к руинам состоянии.

## История

### Строительство и описание
В 1883 (по некоторым источникам — 1882) году Карл Фаберже купил у графа Владимира Левашова дачный участок на Дибунской дороге. На тот момент на земле стоял только небольшой охотничий дом. Прошение о выдаче разрешения на строительство дачи со службами датировано июнем 1901. К 1902-му году для Карла Фаберже архитектор Карла Шмидта построил небольшой двухэтажный деревянный дом, флигель, конюшню, ледник, разбил парк с прудом и фонтаном. До наших дней сохранился дуб, который Фаберже-старший посадил в честь закладки дома в 1901 году.
Вскоре Фаберже отдал дачу своему сыну Агафону — к 1907 году у того уже было четверо детей и семье требовалось просторное жильё. Он пригласил архитектора Ивана Гальнбека расширить и перестроить дачу. Гальнбек возвёл каменный особняк в стиле модерн со сложной планировкой и богатым декором, встроив в него объёмы прежнего дома. Центральная часть фасада получила симметричную композицию с портиком и четырьмя колоннами, которые поддерживают балкон второго этажа. Остальные фасады демонстрируют характерную для модерна «текучесть» и плавность форм — изменяются размеры и виды окон, углы скруглены, подчёркнуто выступают внутренние пристройки, дверные проёмы оформлены волнистыми переплётами. Интересной деталью является применение перепада высот и разноуровневость многих помещений. Например, в салоне двухуровневый пол словно отделяет зрительский зал от сцены, а в части дома, построенной ещё Шмидтом, вместо лестничного колодца в два этажа был создан двухъярусный зал с балконом.
Парадный вход первого этажа открывался в тамбур и вестибюль, после которого шёл просторный зал с мраморной парадной лестницей, увенчанный стеклянным куполом-потолком.Также на первом этаже находились столовая, ампирный танцевальный зал, оранжерея, гостиные, а также кухня и несколько подсобных помещений. Интерьеры отличались изысканной отделкой с обилием лепнины и резного декора, комнаты украшали изразцовые печи и камины. На втором этаже располагались жилые комнаты, а центральное, самое просторное помещение со световым потолком занимал рабочий салон Фаберже. К нему примыкали кабинет и бронированная комната-сейф, где хранились драгоценности. Усадьба была оснащена самыми современными инженерными системами и даже имела собственную электростанцию. Агафон Карлович несколько лет прожил на Цейлоне, где получил в подарок от одного махараджи живого слонёнка. Фаберже мечтал перевезти его на дачу в Левашово и даже начал строить слоновник, однако эти планы прервала Первая мировая война.
Дача Фаберже среди современников получила прозвище «Малый Эрмитаж» за богатейшую коллекцию предметов искусства, собранную Агафоном Карловичем и размещённую в главном особняке: его украшали антикварные статуи, гобелены, картины, китайский и японский фарфор, собрание из 300 фигурок Будды, коллекция японских боевых мечей и нецке. На даче также хранились две коллекции марок и собрание драгоценных камней из более чем 311 тыс. экземпляров.
В Первую Мировую войну Фаберже отдали дачу под санаторий для раненых.

### После революции
После ареста Агафона Фаберже дачу отдали на постой красноармейцам. Сохранилась докладная записка сотрудника отдела охраны памятников Бориса Моласа от 3 сентября 1919 года, в которой говорилось о полном разорении усадьбы:

Все картины проткнуты штыками; вся обивка с мебели сорвана; все инкрустированные и мозаичные столы и в особенности многочисленные стилевые (Людовик XVI), комоды, шкафы, шифоньеры и бюро исковерканы; все книги ободраны, то есть без переплетов и иллюстраций, а большинство разодрано на кусочки.

Начиная с 1920 года дачу использовали для рекреационных и медицинских целей: в ней в разное время работали дом отдыха сотрудников НКВД, детские санатории при офицерских и транспортных организациях. В блокаду на бывшей даче Фаберже работал госпиталь. В послевоенные годы в особняке перепланировали внутренние помещения, к сейфовой комнате пристроили кинобудку, в подвалах разместили зверинец.
В 1980-х комплекс пострадал от пожара — огонь повредил крышу главного дома и несколько малых корпусов.

## Современность

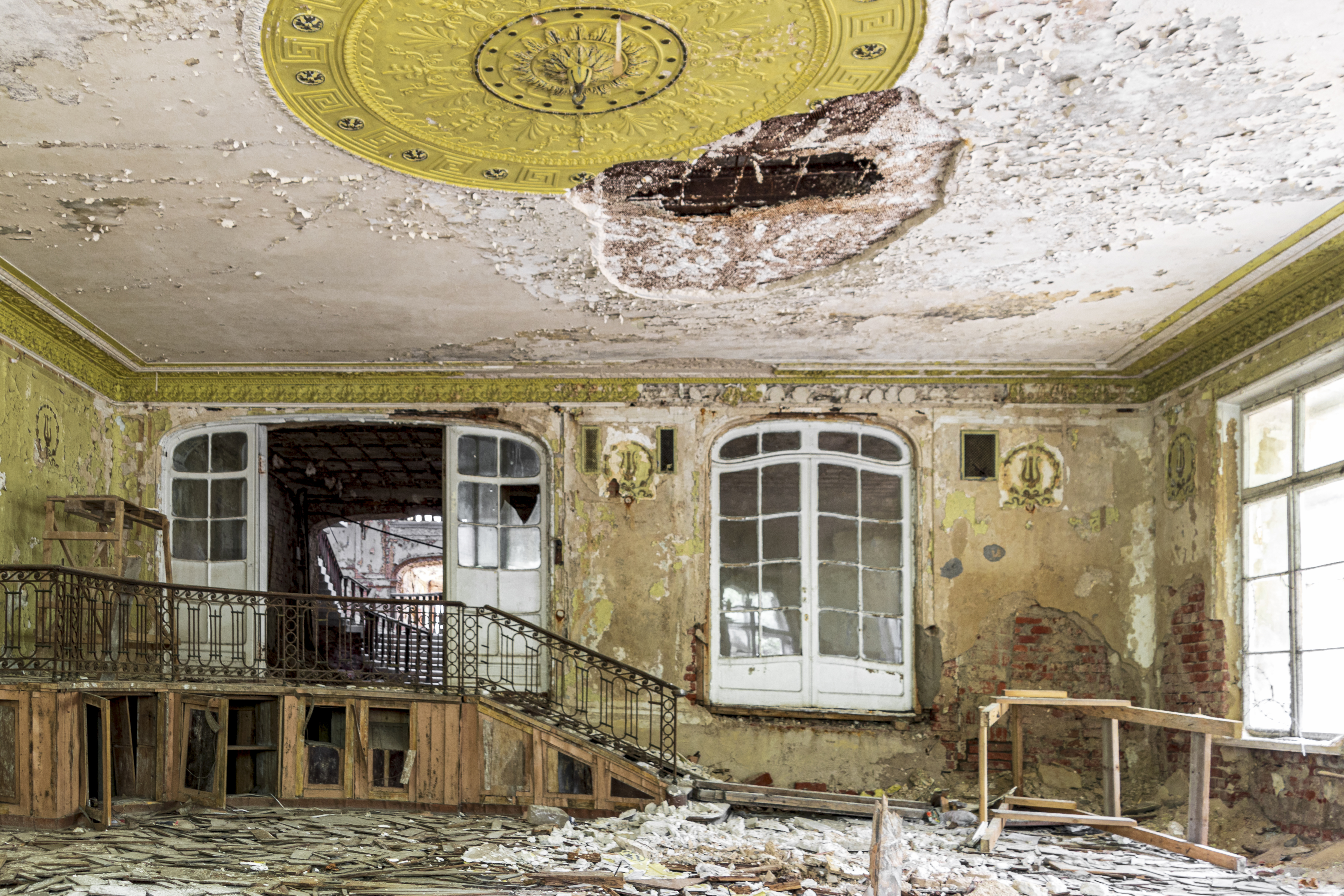
Танцевальный зал в 2019 году

Брат Агафона Евгений Фаберже до конца своих дней говорил, что закопал в дачном парке чемодан с бриллиантами на сумму около пяти миллионов царских рублей. Городская легенда гласит, что этот чемодан так и не нашли, поэтому в заросшем парке его до сих пор ищут любители-кладоискатели.
Уже с начала 2000-х годов градозащитники обращали внимание на аварийное состояние дачи, однако отмечали её высокий потенциал — при надлежащей реставрации её можно приспособить к современному использованию как дом отдыха, спа-отель или культурный центр. В 2007 году дачу отдали Горному университету, новый собственник обязался отреставрировать комплекс и к 2014 году открыть в нём музей, однако за почти 10 лет даже не провёл работы по консервации.
В 2016 году дачу передали Федеральному государственному бюджетному учреждению культуры «Агентство по управлению и использованию памятников истории и культуры» (АУИПИК). 29 июня 2017 КГИОП присвоил ей статус объекта культурного наследия. Только в 2018 году выяснилось, что из главного особняка исчезли многочисленные объекты внутренней отделки и интерьера: витраж из центрального окна бильярдной комнаты, французский балкон и наборный паркет из танцевального зала, изразцовые печи и камины из музыкального салона, спальни, розовой гостиной. При этом журналисты «Новой газеты» обнаружили выпуск газеты «Мой район», в одной из статей которого представители Горного института говорили о работах по реставрации здания, в рамках которых «были демонтированы и законсервированы камины».
В 2019 году прошла акция проекта «Открытый город», в рамках которой более 100 волонтёров расчищали дачу от мусора и сорняков.
В 2022 году КГИОП безуспешно обращался в МВД с требованием возбудить уголовное дело против лиц, которые довели памятник до аварийности. Из-за отказа МВД представители комитета обратились в прокуратуру. После обращения в прокуратуру, в январе 2023 года против неустановленных лиц было возбуждено уголовное дело в связи с неисполнением охранного обязательства. 18 февраля 2023 года глава СК РФ Александр Бастрыкин повторно поручил доложить о ходе проверки материалов, касающихся дачи Фаберже.
11 марта 2023 года СК предъявил обвинение в неисполнении обязательств по сохранению памятника архитектуры было предъявлено директору северо-западного филиала федерального Агентства по управлению и использованию памятников истории и культуры, однако имя обвиняемого не было озвучено. 13 марта появилась информация, что обвиняемым является Александр Панченко — он отказался от показаний, вину не признал и был отпущен под обязательство о явке.
14 февраля 2023 года Арбитражный суд города Москвы удовлетворил иск КГИОП против АУИПИК, обязав ответчика в течение 12 месяцев выполнить противоаварийные работы и отреставрировать дачу в течение 36 месяцев. Год спустя Девятый арбитражный апелляционный суд Москвы отказал АУИПИК в апелляции и оставил в силе решение с требованием по реставрации. Тем временем, здание продолжает разрушаться.